# Christian Richter (Maler, 1587)

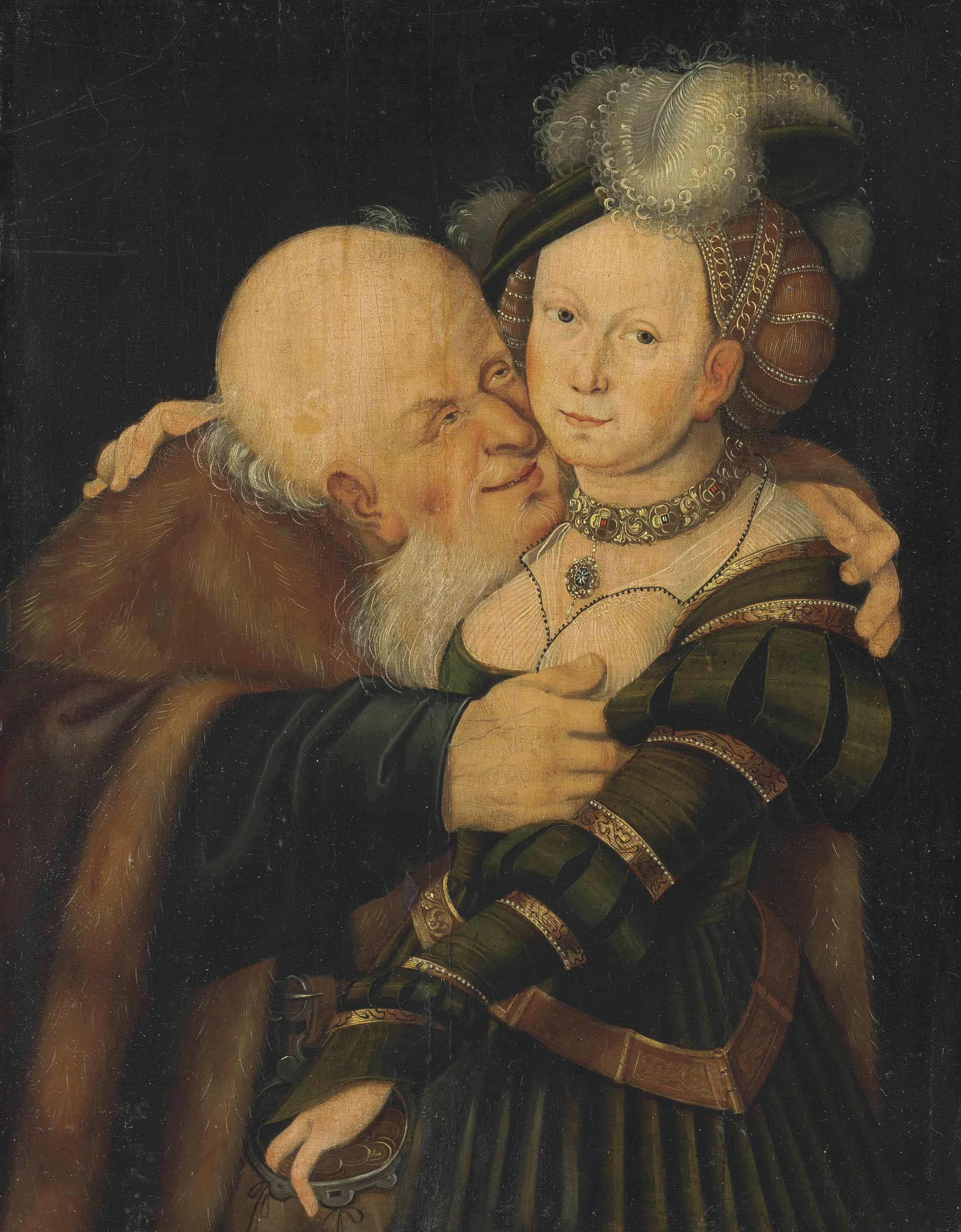
Bildnis Das ungleiche Liebespaar von Richter

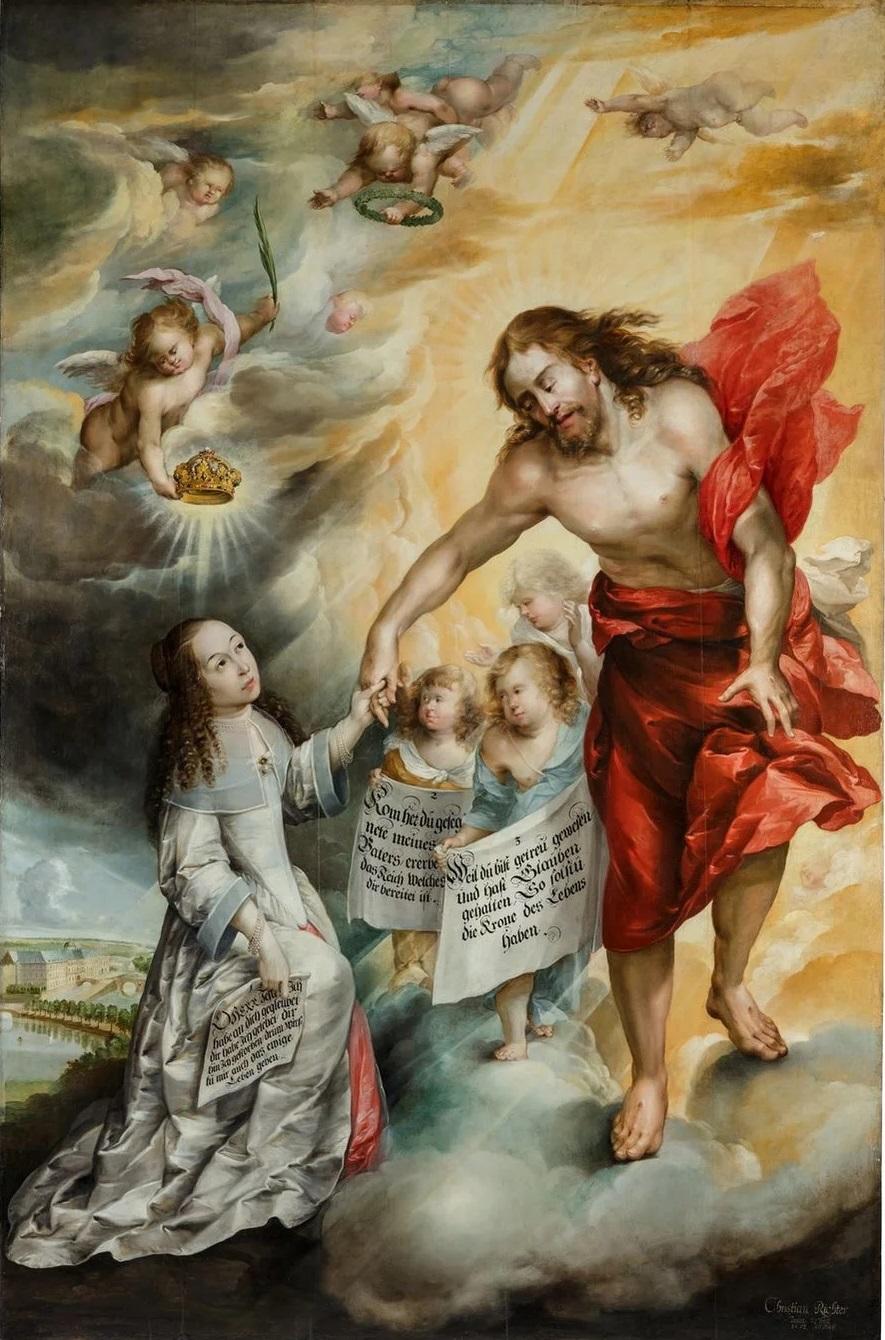
Apotheose der Prinzessin Wilhelmine Eleonore von Sachsen-Weimar

Christian Richter (* 1587 in Altenburg; † 30. Mai 1667 in Weimar) war ein deutscher Maler.

## Leben
Richter erhielt seine Ausbildung vermutlich bei seinem Vater Erasmus Richter (1555–1608), der Altenburger Hofmaler war und als Stammvater der Maler- und Baumeisterfamilie Richter gilt. Sein Bruder Augustus, der später Goldschmied wurde, wurde am 16. Februar 1600 in Altenburg geboren. Herzogin Dorothea Maria bestallte Christian Richter 1612/1613 zum Weimarer Hofmaler.
Mit seiner Ehefrau Magdalena (geb. Hentzelmann) (1590–1629) hatte er vier Kinder:
- Johann Moritz (1620–1667)
- Albrecht (1623–1674)
- Wilhelm (1626–1702)
- Anna Marta

Seine beiden Söhne Wilhelm und Albrecht wurden ebenfalls Maler. Einer seiner Enkel war der Baumeister Christian Richter (1655–1722).

## Trivia
Nach Richters 1660 entstandenem Gemälde der Weimarer Schlosskirche (sogenannte Himmelsburg), die 1774 durch einen Brand zerstört wurde und auf deren Orgel Johann Sebastian Bach spielte, sowie viele Kantaten für diese schrieb, wurde 2005 eine virtuelle Rekonstruktion der Kirche erstellt.

## Werk

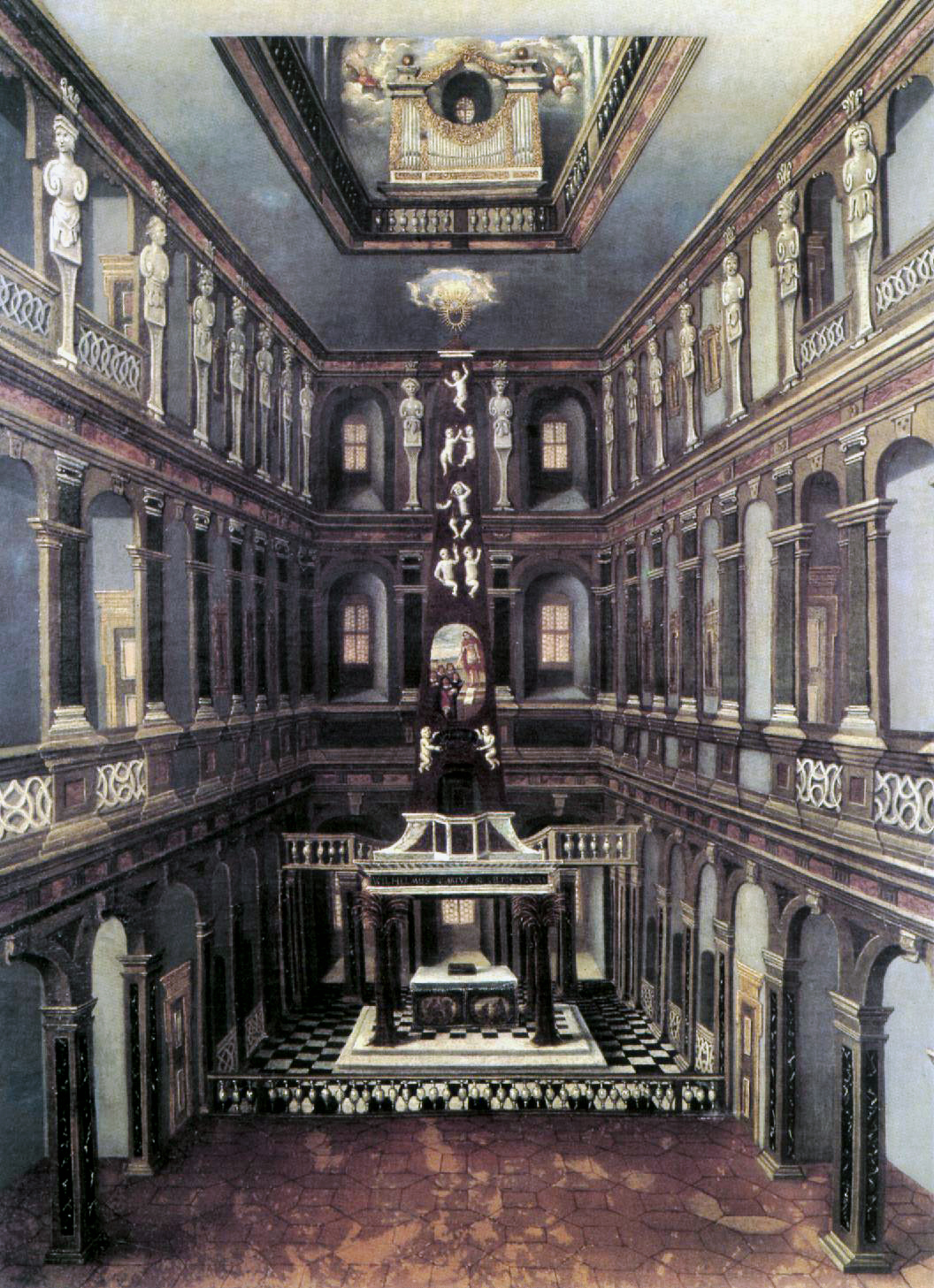
Gemälde Schlosskirche Weimar (1660) von Richter

- Herzog Johann von Sachsen-Weimar mit seiner Familie und „JakobsTraum“, 1613 (Kunstsammlungen der Veste Coburg)
- Die Waschung des Naaman im Jordan, 1616 (Veste Coburg)
- Allegorisches Kinderpaar (Zeichnung), 1623
- Der den Fluß durchschreitende Mann, 1629
- Bernhard, Herzog von Sachsen-Weimar, 1630 (Schloss Friedenstein, Gotha)
- Herzog Wilhelm IV. mit seiner Familie in einem Zimmer, 1632 (Stiftung Klassik Weimar)
- Herzog Wilhelm IV. zu Sachsen-Weimar mit Gemahlin und vier Prinzen und Prinzessinnen, 1634/1635 (Veste Coburg)
- Ecce homo (Kopie nach Lucas Cranach), 1636 (Kunstsammlungen der Veste Coburg)
- Wilhelm IV., Herzog von Sachsen-Weimar mit seiner Familie, 1638 (Veste Coburg)
- Eleonore Dorothea Herzogin von Sachsen-Weimar mit ihren Kindern Prinzessin Wilhelmine Dorothea, Prinz Bernhard und Prinz Friedrich, 1640/1641 (Kunstsammlungen der Veste Coburg)

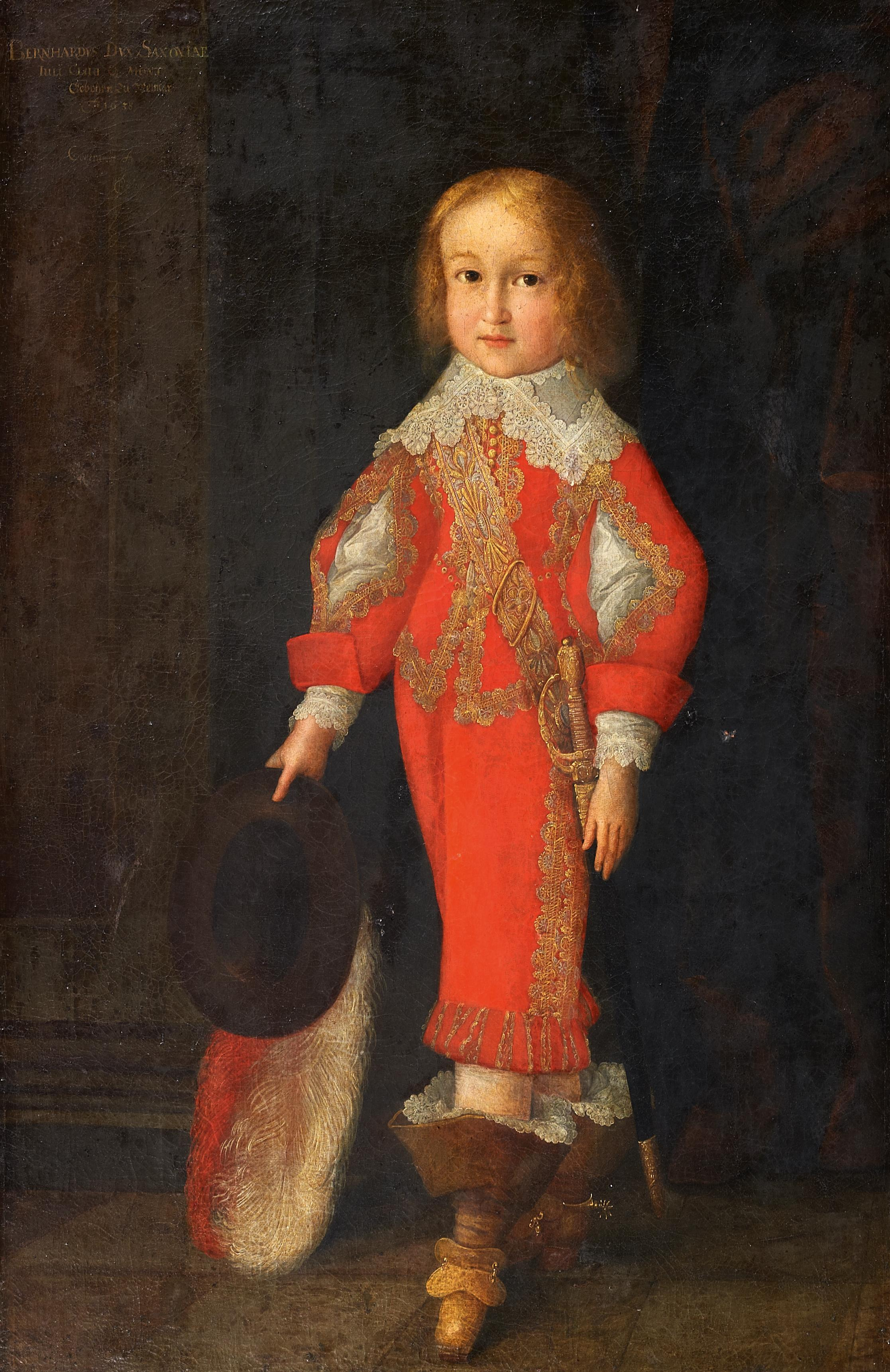
Kinderporträt Bernhards von Sachsen-Jena, 1643

- Kinderporträt Herzogs Bernhard von Sachsen-Jena, 1643
- Johann Casimir von Sachsen-Coburg, 1646/1647 (Kunstsammlungen der Veste Coburg)
- Margarethe von Braunschweig-Lüneburg mit der Tenneburg, 1646/1647 (Kunstsammlungen der Veste Coburg)
- Ansicht von Buttstädt (Stich), 1650
- Porträt Herzog Johann Friedrich von Sachsen-Weimar (Kopie nach Lucas Cranach), 1654
- Porträt Erhard Weigel, 1655
- Porträt Johann Ernst Gerhard, 1655
- Porträt Christian Chemnitz, 1655
- Porträt Ernst Friedrich Schröter, 1655
- Schlosskirche Weimar, 1660 (sogenannte Himmelsburg)
- Bildnis des Bernhard von Sachsen-Weimar als Militärkommandeur, 1660
- Bildnis Adolph Wilhelm Herzog von Sachsen-Eisenach (Stadtschloss Weimar)
- Allegorie auf die Vergänglichkeit des Lebens (Stich)
- Bildnis einer jungen Dame mit Federhut
- Totenbildnis eines Fürsten im Sarg
- Das ungleiche Liebespaar
- Jupiter bedrängt Antiope (Zeichnung)
- Die Weiber von Weinsberg vor Konrad III. (Zeichnung)
- Das Stadtschloss in Weimar (Stich)
- Porträt Friedrich Hortleder (Stich)
- Porträt Johann Ernst von Sachsen-Eisenach (Stich)